# Mièges
Mièges es una comuna nueva francesa situada en el departamento de Jura, de la región de Borgoña-Franco Condado.

## Historia
Fue creada el uno de enero de 2016, en aplicación de una resolución del prefecto de Jura de 30 de septiembre de 2015 con la unión de las comunas de Esserval-Combe, Mièges y Molpré, pasando a estar el ayuntamiento en la antigua comuna de Mièges.

## Demografía
| Gráfica de evolución demográfica de Mièges entre 1800 y 2014 |
|                                                              |

Los datos entre 1800 y 2014 son el resultado de sumar los parciales de las tres comunas que forman la nueva comuna de Mièges, cuyos datos se han cogido de 1800 a 1999, para las comunas de Esserval-Combe, Mièges y Molpré de la página francesa EHESS/Cassini. Los demás datos se han cogido de la página del INSEE.

## Composición
| Comuna delegada | Código INSEE | Población (2013) | Superficie (km²) | Densidad (hab./km²) |
| --------------- | ------------ | ---------------- | ---------------- | ------------------- |
| Esserval-Combe  | 39213        | 20               | 1.76             | 11                  |
| Mièges          | 39329        | 84               | 7.68             | 11                  |
| Molpré          | 39340        | 21               | 2.73             | 8                   |